# حلقه پرتو
حلقه پرتو دسته‌ای از یاران محمدتقی مصباح یزدی با گرایش سیاسی به جبهه پایداری هستند. این حلقه بیشتر به خاطر حمایت از محمود احمدی‌نژاد در انتخابات ۸۴ و نقش این گروه در روی کار آمدن محمود احمدی‌نژاد، حمایت از او در انتخابات ۱۳۸۸، برهم زدن سخنان عبدالله جوادی آملی در نمازجمعه قم، برهم زدن سخنرانی علی لاریجانی در ۲۲ بهمن در قم شناخته شده‌است.

## علت نامگذاری
حلقه پرتو از نام نشریه پرتو سخن گرفته شده‌است. پرتو سخن نشریه‌ای سیاسی، فرهنگی به صاحب امتیازی مؤسسه آموزشی، پژوهشی امام خمینی است. ریاست این مؤسسه را محمدتقی مصباح یزدی بر عهده دارد. این نشریه در زمان دولت اول خاتمی و در سال ۱۳۷۷ آغاز به کار کرد.

## غائله قم
در ۲۲ بهمن ۱۳۹۱ در حین سخنرانی علی لاریجانی در قم، با شعارهایی علیه لاریجانی و برهم زدن مجلس، مراسم را ناتمام گذاشتند. این مسئله با واکنش سیاسیون مواجه شد. گزارش مجلس از این ماجرا، آن را سازماندهی شده خواند. در شب قبل پیامکهایی با جملات تحریک‌آمیز منتشر شد. برای نمونه: «برادرانی که امشب پایهٔ ترکاندن هستند، عدد ۱ را به همین شماره پیامک کنند!» و «ترکاندن در تخصص ماست! همه بدانند.» و «برادران امشب کم ترکاندیم، چون موقعیت لو رفته بود، ولی باز هم تشکر!»

## عملکرد حلقه پرتو
- شعار علیه اکبر هاشمی رفسنجانی در سخنرانی ۱۵ خرداد ۱۳۸۵ در حرم حضرت معصومه
- برهم زدن نمازجمعه قم و شعار دادن در حین خطبه‌ها در هنگام خطبه‌های عبدالله جوادی آملی، ابراهیم امینی و رضا استادی.
- شعار علیه سید حسن خمینی و برهم زدن مراسم ۱۴ خرداد
- تجمع در مقابل دفتر جوادی آملی و شعار علیه وی
- تجمع مقابل دفتر لطف‌الله صافی گلپایگانی از مراجع تقلید و سردادن شعار مرجع بی بصیرت[۴]

## اتاق تفتیش عقاید
محسن غرویان از شاگردان مصباح یزدی، مدعی است که در زیرزمین مؤسسه مصباح، اتاقی است شبیه اتاق تفتیش عقاید در قرون وسطی که به شکل اتاقهای شکنجه ساواک طراحی شده‌است. غرویان می‌گوید: «در این اتاق به هر فردی از اساتید و طلاب که مانند آنان فکر نمی‌کرد، فحاشی می‌شد و الفاظ رکیک به آن‌ها نسبت داده می‌شد. تمامی این مسائل در زمان دولت آقای احمدی‌نژاد صورت می‌گرفت.»